# Bilderdomino
Bilderdomino ist die Bezeichnung für ein weitverbreitetes Kinderspiel, welches den Regeln des Domino folgt und in die Rubrik Legespiele einzuordnen ist.
Bilderdominospiele werden oft als Lernspiele eingesetzt, da sie den Spielcharakter und das Vertrautwerden mit Symbolen, Wörtern oder Vokabeln, Bild-Zahl-Zuordnungen, Symbol-Ziffer-Kombinationen oder Rechenaufgabe-Lösung-Vergleichen verbinden. 

Bilderdomino mit einfachen Symbolen

## Regeln
Das Kinderspiel Bilderdomino besitzt nahezu die gleichen einfachen Regeln wie sein  Vorbild, das Dominospiel. Aus Kostengründen sind es jedoch keine Spielsteine, sondern lediglich feste Papp- oder Holzplättchen. Anstatt Punkten enthalten sie als Unterscheidungsmerkmal Bilder, Farben, Symbole oder Zahlen.
Ein Kind beginnt und die übrigen, beliebig vielen Teilnehmer legen das passende Kärtchen an. Sieger ist, wer zuerst alle seine Karten anlegen konnte.

## Varianten
Je nach Übungscharakter existieren zahlreiche Varianten. Einige seien hier genannt:

### Wortbilddomino
Dieses eignet sich zur Festigung des Leselernprozesses. Anstatt eines zweiten Bildes ist ein Wort aufgeschrieben. Dieses muss nun erlesen und gefunden werden. Verschiedene Regeln sind möglich.

### Zahlenbilderdomino

Rechendomino

Anstatt der Punkte gibt es hier Zahlbilder, also ein Ball, zwei Häuser, drei Sterne etc. Man muss nun  gleiche Mengen anlegen. Hier wird das Zählen und Erfassen von Mengenbildern geübt.

### Rechendomino
Diese Variation ist zum Üben der Grundrechenarten geeignet. Während auf der einen Hälfte der Plättchen Zahlen stehen, befinden sich auf der anderen Seite einfache Rechenaufgaben. Nur die richtigen Lösungen dürfen angelegt werden.